# Михайлівські ворота

Михайлівські ворота (по лівому краю зображення), у центрі — місто Ізяслава-Святополка на Михайлівський горі. Фрагмент діорами.

Михайлівські ворота київського дитинця Х-ХІІ століть — одні з трьох воріт, які вели у Київський Дитинець (укріплену частину міста), збудований за часів князя Володимира Великого. Інші двоє воріт — Софійські і Подільські.
Михайлівські ворота розташовувалися наприкінці вулиці, яка йшла від торгової площі біля Десятинної церкви — так званого «Бабиного торжка» у південно-східному напрямку. Тобто, в районі зведеного пізніше Михайлівського монастиря, від якого згодом і отримали свою назву. Ворота з такою назвою позначені на цьому місці на плані Києва 1695 р. За воротами в давнину проходив глибокий яр, через який, імовірно, був перекинутий підйомний міст. Через ці ворота можна було вийти на Поділ, що вів до гавані на річці Почайна, а також, перетинаючи Хрещатицький яр, дістатися до Печерська.
Михайлівські ворота «міста Володимира» не зафіксовані, більшість провідних фахівців з історичної топографії та архітектури стародавнього Києва не сумніваються, що ворота в давнину існували . Скоріше за все, дерев'яні Михайлівські ворота не збереглися до наших днів.
Про грандіозність будови можуть говорити порівняння з архітектурою Візантії. За свідченням древніх істориків, висота воріт Константинополя досягала 25 метрів. Михайлівські ворота Київського Дитинця зовсім небагато поступалися величчю спорудам Візантії, при тому, що ці ворота не були головним в'їздом у Древній Київ.
Михайлівські ворота Київського Дитинця Х-ХІІ століть відтворені у повному розмірі в Парку Київська Русь. При відтворенні Михайлівських воріт за основу проекту було взято реконструкцію Ю. Асєєва. Висота воріт — 21 метра. Ворота двостулкові і прикрашені кованими елементами. Ручки виконані у формі левової голови. Лев вважався символом хоробрості, сили і величі, а у древніх слов'ян він був ще й одним із втілень Дажбога — одного із верховних богів східних слов'ян, бога сонячного світла та родючості.